# 클래런스섬 (사우스셰틀랜드 제도)

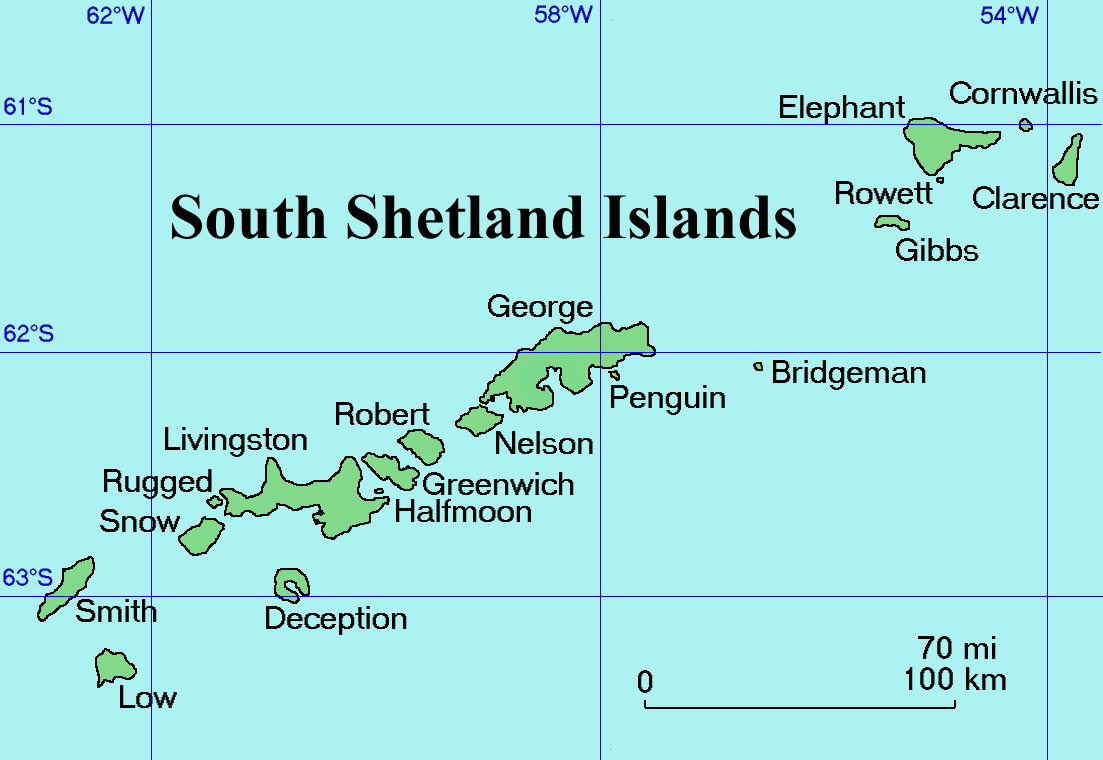
지도 상의 위치.

클래런스섬(영어: Clarence Island)은 사우스셰틀랜드 제도 최동단에 있는 섬이다.

## 같이 보기
- 남극의 영유권 주장 목록